# Jan Siemikowski
Jan Siemikowski (Siemichowski) herbu Oksza – skarbnik sieradzki w latach 1571-1581.
Poseł na sejm 1572 roku z województwa sieradzkiego.